# Thiệu Hóa (huyện)
Thiệu Hóa là một huyện thuộc tỉnh Thanh Hóa, Việt Nam.

## Địa lý
Huyện Thiệu Hóa có vị trí địa lý:
- Phía đông giáp huyện Hoằng Hóa (ranh giới tự nhiên là sông Mã) và thành phố Thanh Hóa
- Phía tây giáp huyện Triệu Sơn và huyện Thọ Xuân
- Phía nam giáp thành phố Thanh Hóa
- Phía bắc giáp huyện Yên Định.

Huyện Thiệu Hóa có diện tích tự nhiên 159,92 km², quy mô dân số năm 2022 là 185.845 người, mật độ dân số đạt 1.162 người/km². Dân số năm 2019 là 160.732 người, mật độ dân số đạt 1.005 người/km².
Sông Chu chảy qua địa bàn huyện, chia huyện làm hai phần phía bắc và phía nam sông. Đây là địa phương có tuyến Đường cao tốc Mai Sơn – Quốc lộ 45 đi qua.

## Hành chính
Huyện Thiệu Hóa có 24 đơn vị hành chính cấp xã trực thuộc, bao gồm 2 thị trấn Thiệu Hóa (huyện lỵ), Hậu Hiền và 22 xã: Tân Châu, Thiệu Chính, Thiệu Công, Thiệu Duy, Thiệu Giang, Thiệu Giao, Thiệu Hòa, Thiệu Hợp, Thiệu Long, Thiệu Lý, Thiệu Ngọc, Thiệu Nguyên, Thiệu Phúc, Thiệu Quang, Thiệu Thành, Thiệu Thịnh, Thiệu Tiến, Thiệu Toán, Thiệu Trung, Thiệu Vận, Thiệu Viên, Thiệu Vũ.
| Tên          | Diện tích (km²) | Dân số (người) |
| ------------ | --------------- | -------------- |
| Thị trấn (2) |                 |                |
| Thiệu Hóa    | 17,21           | 28.352         |
| Hậu Hiền     | 10,41           | 12.061         |
| Xã (22)      |                 |                |
| Tân Châu     | 7,42            | 8.210          |
| Thiệu Chính  | 5,06            | 5.444          |
| Thiệu Công   | 6,68            | 8.035          |
| Thiệu Duy    | 8,81            | 8.735          |
| Thiệu Giang  | 7,51            | 7.423          |
| Thiệu Giao   | 5,81            | 6.696          |
| Thiệu Hòa    | 6,60            | 6.512          |
| Thiệu Hợp    | 7,07            | 7.526          |
| Thiệu Long   | 7,70            | 7.847          |

| Tên          | Diện tích (km²) | Dân số (người) |
| ------------ | --------------- | -------------- |
| Thiệu Lý     | 4,13            | 5.715          |
| Thiệu Ngọc   | 7,47            | 6.208          |
| Thiệu Nguyên | 6,62            | 9.303          |
| Thiệu Phúc   | 4,63            | 5.364          |
| Thiệu Quang  | 6,85            | 6.109          |
| Thiệu Thành  | 5,52            | 6.030          |
| Thiệu Thịnh  | 4,89            | 3.994          |
| Thiệu Tiến   | 4,64            | 6.614          |
| Thiệu Toán   | 6,32            | 6.025          |
| Thiệu Trung  | 3,90            | 6.187          |
| Thiệu Vận    | 3,70            | 4.947          |
| Thiệu Viên   | 4,93            | 6.011          |
| Thiệu Vũ     | 6,05            | 6.497          |

## Lịch sử
Thiệu Hóa ngày nay được kiến tạo từ hai vùng đất thuộc huyện Quân Ninh và huyện Tư Phố trong quận Cửu Chân. Dấu tích thành Tư Phố – trị sở của quận và lỵ sở của huyện, điểm hội tụ, đầu mối giao thông thủy - bộ của cả khu vực hiện vẫn còn tại làng Giàng (Dương Xá – Thiệu Dương).
Sang thời Lý – Trần, các huyện trên đổi tên là Lương Giang và Cửu Chân. Đến thời Lê, các tên gọi Thụy Nguyên và Đông Sơn lần lượt được sử dụng.
Sở dĩ Quân Ninh được gọi là Lương Giang vì có sông Lương (tên khác nữa là sông Lường), tên gọi cũ của sông Chu. Đến thế kỷ XV, vào đầu thời Lê Thuận Thiên (năm 1428), do là nơi phát tích của nhà Lê nên triều đình đem đất này đặt làm Tây Kinh và đổi tên huyện là Thụy Ứng. Khi Lê Thánh Tông định bản đồ, đưa huyện lỵ vào phủ Thiệu Thiên, lấy lại tên cũ là Lương Giang. Đời Đoan Khánh đổi tên thành huyện Thụy Nguyên.
Thời Nguyễn, dưới triều Gia Long, huyện lỵ dời về Mật Vật. Dưới thời Minh Mạng, huyện lỵ đóng ở Kiến Trung (nay thuộc thị trấn Thiệu Hóa). Năm 1815, phủ Thiệu Thiên đổi tên thành phủ Thiệu Hóa, huyện Thụy Nguyên thuộc phủ Thiệu Hóa.
Sau Cách mạng Tháng Tám, bỏ phủ Thiệu Hóa, huyện Thụy Nguyên được đổi thành huyện Thiệu Hóa.
Ngày 5 tháng 7 năm 1977, Hội đồng Chính phủ ban hành Quyết định số 177-CP. Theo đó:
- Giải thể huyện Thiệu Hóa
- Sáp nhập 15 xã ở tả ngạn sông Chu với huyện Yên Định để thành lập huyện Thiệu Yên
- Sáp nhập 16 xã còn lại ở hữu ngạn sông Chu với huyện Đông Sơn để thành lập huyện Đông Thiệu (tuy nhiên đến năm 1982 lại đổi về tên cũ là Đông Sơn[7]).

Ngày 18 tháng 11 năm 1996, huyện Thiệu Hóa được tái lập theo Nghị định số 72-CP của Chính phủ.
Sau khi tái lập, huyện có 31 xã: Thiệu Châu, Thiệu Chính, Thiệu Công, Thiệu Đô, Thiệu Dương, Thiệu Duy, Thiệu Giang, Thiệu Giao, Thiệu Hòa, Thiệu Hợp, Thiệu Hưng, Thiệu Khánh, Thiệu Long, Thiệu Lý, Thiệu Minh, Thiệu Ngọc, Thiệu Nguyên, Thiệu Phú, Thiệu Phúc, Thiệu Quang, Thiệu Tâm, Thiệu Tân, Thiệu Thành, Thiệu Thịnh, Thiệu Tiến, Thiệu Toán, Thiệu Trung, Thiệu Vân, Thiệu Vận, Thiệu Viên, Thiệu Vũ.
Ngày 13 tháng 11 năm 2000, thành lập thị trấn Vạn Hà (thị trấn huyện lỵ huyện Thiệu Hóa) trên cơ sở toàn bộ diện tích và dân số xã Thiệu Hưng.
Ngày 29 tháng 2 năm 2012, chuyển 3 xã: Thiệu Dương, Thiệu Khánh và Thiệu Vân về thành phố Thanh Hóa quản lý.
Ngày 16 tháng 10 năm 2019, Ủy ban Thường vụ Quốc hội ban hành Nghị quyết số 786/NQ-UBTVQH14 về việc sắp xếp các đơn vị hành chính cấp xã thuộc tỉnh Thanh Hóa (nghị quyết có hiệu lực từ ngày 1 tháng 12 năm 2019). Theo đó:
- Sáp nhập hai xã Thiệu Minh và Thiệu Tâm thành xã Minh Tâm
- Sáp nhập hai xã Thiệu Tân và Thiệu Châu thành xã Tân Châu
- Sáp nhập xã Thiệu Đô và thị trấn Vạn Hà thành thị trấn Thiệu Hóa.

Ngày 13 tháng 12 năm 2023, Ủy ban Thường vụ Quốc hội ban hành Nghị quyết số 939/NQ-UBTVQH15 (nghị quyết có hiệu lực từ ngày 1 tháng 2 năm 2024) về việc:
- Sáp nhập xã Thiệu Phú vào thị trấn Thiệu Hóa
- Chuyển xã Minh Tâm thành thị trấn Hậu Hiền.

Huyện Thiệu Hóa có 2 thị trấn và 22 xã như hiện nay.